# الجيش الأحمر

علم الجيش الأحمر

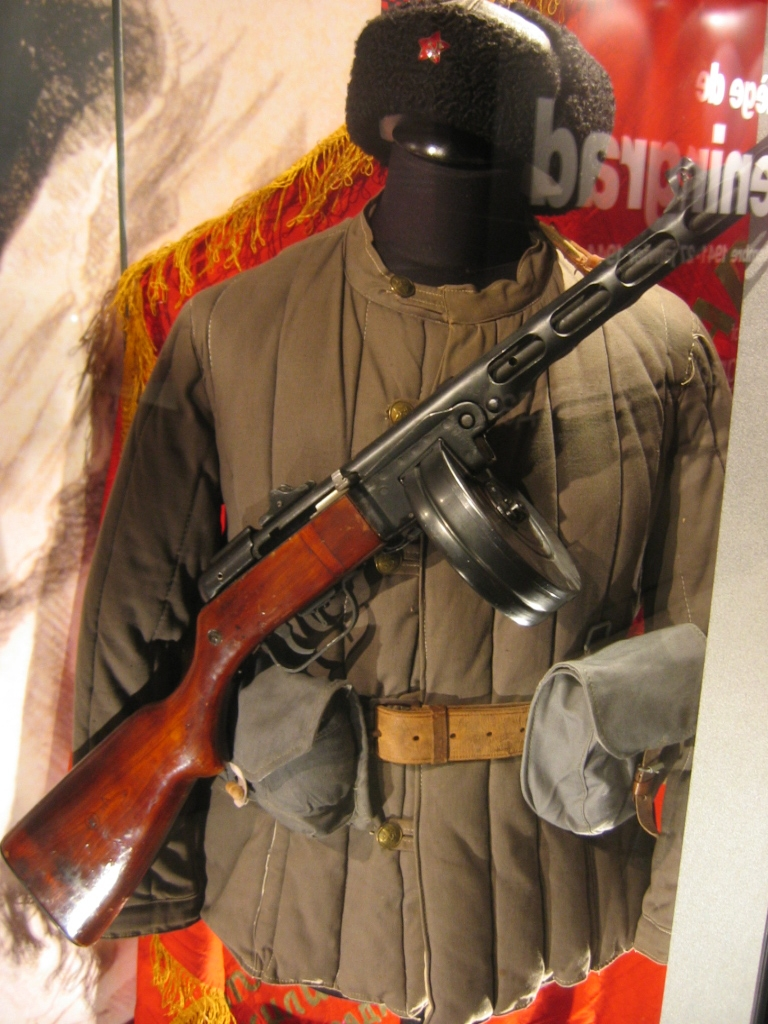
زي سوفيتي خلال الحرب العالمية الثانية

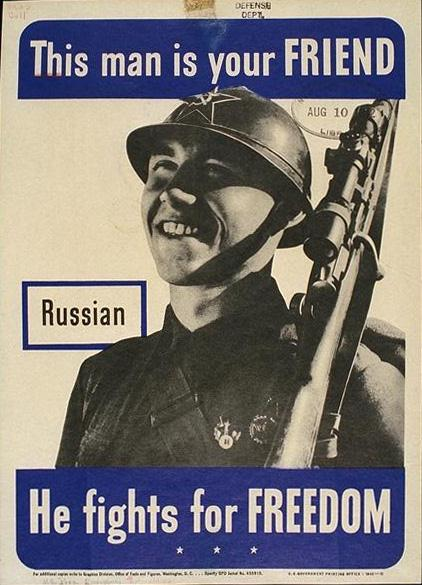
ملصق صادر عن الحلفاء خلال الحرب العالمية الثانية يظهر جندي سوفيتي صديق

الجيش الأحمر (بالروسية: Красная армия)، اختصار جيش العمال والفلاحيين الأحمر (بالروسية: Рабоче-крестьянская Красная армия)، هو الجيش الذي شيده البلاشفة بعد ثورة أكتوبر، لمقاومة حركات البيض المدعومين من قبل القوات الأجنبية (فرنسا، المملكة المتحدة، تشيكوسلوفاكيا، الولايات المتحدة، واليابان). عبارة أحمر لها مغزى ثوري وتشير إلى الدم.
بعد سنة من نهاية الحرب العالمية الثانية، أي في 1946، غير اسمه ليصبح الجيش السوفييتي (بالروسية: Советская армия) إلى أن انهار الاتحاد السوفيتي في ديسمبر 1991.
كان الجيش الأحمر يضم العديد من القبائل منها (القوقاز والجرمان ...) ولم يكن للجيش ملابس عسكرية موحدة. وقد كان له دور كبير في الحرب العالمية الثانية، حيث ظهرت بسالته في معركة ستالينجراد وكبد الألمان خسائر فادحة. تعتبر هذه الموقعة نقطة تحول في الحرب الألمانية-السوفيتية، حيث كانت هذه أول هزيمة لألمانيا وأخذ الجيش الأحمر في التقدم حتى وقعت برلين في يده. وقد كان الألمان يخافون من الاستسلام لقوات الجيش الأحمر خوفا مما قد يفعلونه بهم، وقد انتقم الروس مما ارتكبه هتلر بحقهم. آثر بعض قادة الألمان الاستسلام لقوات الحلفاء خوفا من الروس ومنهم هيملر وغورينغ.

## البدايات خلال الحرب الأهلية
بعد الانقلاب على حكومة ألكسندر كيرينسكي الوقتية، في الليلة الفاصلة بين 24 و25 أكتوبر، لم يكن للبلاشفة سوى متطوعي الحرس الأحمر وبعض وحدات النخبة، لإرساء سلطتهم السياسية. وتحت ضوء دروس كومونة باريس (أول ثورة عمالية اشتراكية في العصر الحديث)، أراد البلاشفة امتلاك آلة حرب قوية لمحاربة القوات المعادية لهم.
في 15 جانفي، أصدر مجلس مفوضي الشعب أمرا لتحويل الحرس الأحمر إلى جيش العمال والفلاحين الأحمر. في 23 فيفري بدأ لأول مرة التجنيد الإجباري في بيتروغراد وموسكو بعد تسليح الشعب أجمعه " وكانت أول معركة يدخلها الجيش الأحمر ضد الجيش الإمبراطوري الألماني خلال الحرب العالمية الأولى. أصبح يوم 23 فيفري عطلة رسمية في الاتحاد السوفيتي وهو يوم حماة الوطن.

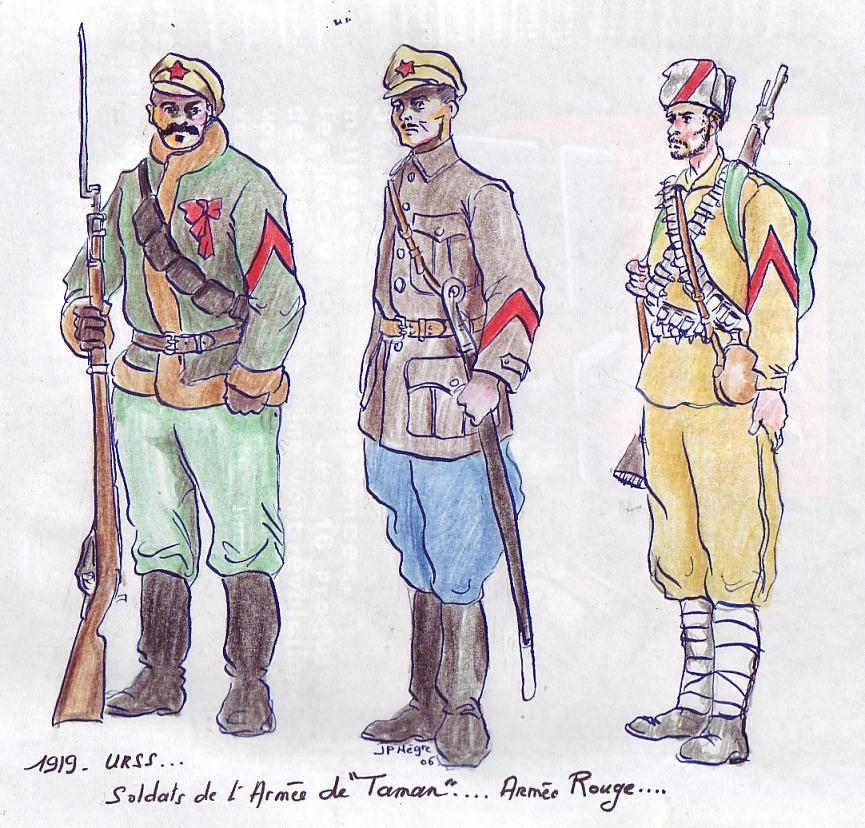
1919 وحدة تامان

لم تكن هذه القوة المسلحة بعد سوى مجندين متطوعين يقودهم في المعركة ضباط منتخبون يفتقدون إلى الخبرة العسكرية. الرجل الذي سيمكن من تنظيم وجعل الجيش فعال في القتال هو ليون تروتسكي، مفوض لقيادة الحرب من 1918 إلى 1924. أصبحت الخدمة العسكرية إجبارية من سن 18 إلى 40 سنة، حسب قرار 29 ماي 1918 ووضعت خطة المفوضين العسكريين أو فونكومات (بالروسية: военный комиссариат, военкомат) لتأطير هذا البرنامج. لتدارك نقص خبرة الإطارات ألحق بهم خبراء عسكريين (بالروسية: военный специалист)، تم اختيارهم من طرف لجنة خاصة رئيسها ليف غليزاروف (بالروسية: Лев Маркович Глезаров). كان جل الملحقين من قدماء ضباط الجيش الإمبراطوري الروسي، أطلق سراحهم من أجل هذه المهمة وأتخذ عائلات وأقارب البعض منهم كرهائن لفرض ولائهم. بعد انضمام ألكسي بوروسيلوف سنة 1920، تم تعميم استعمال هذه الطريقة وبلغ عددهم 315000 في أوت.
تمكن الجيش الأحمر بفضل هذا النظام وبفضل تفوقه العددي أن ينتصر نهائيا على الجيوش البيضاء وذلك بالرغم من تدخلات القوى الأجنبية المباشرة أحيانا وخسارته ضد بولونيا. ثم بعد إخراج الجيش الياباني في أكتوبر 1922، أصبحت كل أراضي روسيا القيصرية تحت سلطته معلنا بذلك نهاية الحرب الأهلية.
أثبت الجيش الأحمر جدواه بإنقاذه للثورة خلال الحرب الأهلية، لكنه أستعمل من جهة أخرى كجهاز قمع ضد أفراد الشعب الروسي المناهضين للحكم البولشيفي أو القائلين بسياسات ومذاهب أخرى. فر الكثير من القرويين والمزارعين نحو الغابات خوفا من أن يرغموا على الالتحاق بالجيش الأحمر أو الأبيض ومن جمع الموارد الخشن لكليهما. كون هؤلاء «الجيوش الخضراء» وحاربوا الجيش الأحمر تارة والجيوش البيضاء تارة أخرى وأحيانا الإثنين في الآن ذاته. ردع الجيش الأحمر آلاف الثورات القروية التي اتخذت أبعاد مختلفة بالرغم من أن أربعة أخماسه هم من القرويين. في 1920، لم يتردد توخاتشفسكي في تفجير قنابل الغازات الكيميائية على المدنيين لإخماد ثورة تامبوف. وفي نفس السنة، انقلبت فرق تروتسكي على حليفها السابق، الفوضوي نيستور ماخنو وأنهوا تجربة المخنوفتشينا. تعنى أيضا نهاية الاستقلال الحديث العهد لبعض مناطق الإمبراطورية القيصرية القديمة إلى الجيش الأحمر الذي استطاع ضم كل من ولايات أرمينيا (1921) وجورجيا (1922) عنوة بالرغم من الاعتراف الدولي بهما.
في مارس 1921، وبالرغم من أن الحرب الأهلية لم تكن قد انتهت بعد، تمرد بحارة كرونشتادت على الاشتراكيين، بعد أن كانوا قد قاتلوا بشدة خلال الصراع من أجل الثورة، وطالبوا بنهاية الحزب الواحد ورجوع السوفييت إلى السلطة وإلى حريات ثورة فيفري. بالتوازي مع الجانب الاجتماعي للمطالب، دخل زعماء المتمردين ومنهم بيتريتشونكو في محادثات مع الجيش الأبيض أملا في الدعم العسكري ضد البلاشفة. من جانب الجيش الأحمر، قاد توخاتشفسكي القمع. في مارس 1921، سقطت جزيرة كرونشتادت خلال غارة للجيش الأحمر، قتل خلالها الآلاف من بين الجنود والبحارة. كما أعدم المئات من المتمردين رمياً بالرصاص.

## ما بين الحربين
بعد نهاية الحرب الأهلية، كان الجيش الأحمر يتمتع بعدد كبير من الجنود. لكن كانت له مشكلة من حيث العتاد العسكري، وخصوصا العتاد العصري من دبابات وأسلحة نارية فعالة وجهاز طيران. انطلقت خطة لخمس سنوات، لصنع هذا العتاد العسكري سنة 1928 وتواصلت خلال السنتين المواليتين. أصبح الجيش الأحمر خلال هذه الفترة ممتازا في بعض الميادين، كاستعمال المظليين والمدرعات، بعض هذه الإنجازات اعتبرت الأفضل في تلك الفترة، كالطائرات المقاتلة آي-16 على سبيل المثال، أو المدرعات السريعة من نوع بي تي. لتدارك تأخرهم، استعمل السوفييت كل الطرق: اقتناء العتاد الأجنبي، التعاون مع الألمان، الجاسوسية،... والنتيجة كانت ناجحة، ففي وسط الثلاثينات كان الجيش الأحمر يعد في صفوفه مدرعات وطائرات أكثر من أي جيش آخر في العالم.
كانت تركيبة الجيش الأحمر المحدث خلال الحرب الأهلية تتمتع ببعض الخاصيات. شكوك البلاشفة نحو إطارات الجيش القيصري القديم جعلتهم يلغون عبارة ضابط وشارات الرتب، ليحولوها إلى قائد. أصبحت الرتب وظيفية بحتة. فنجد على سبيل المثال قائد قسم ما يقابله جنرال قسم. في 1924، ظهر نظام رتب موازي يعتمد على أربعة عشر قسم من الخدمات تمنح حسب الخبرة ومؤهلات الإطارات من كاي1 إلى كاي14. من بعد، في 22 سبتمبر 1935، عادت بعض التسميات التقليدية. خلال هذه الفترة، تركت التسميات المحدثة جانبا واعتمدت تسميات رتب هجينة بين الرتب التقليدية والعملية. في 7 ماي 1940، أدخلت من جديد رتب جنرال وأميرال. في بداية 1942، أستعملت هذه الألقاب في الهياكل التقنية والإدارية أيضا. لم تبق سوى رتب المفوضين (كوميسار) والتي وقع إلغائها في أكتوبر من نفس السنة. أخيرا، وفي سنة 1943، أدخل لقب الضباط من جديد ووقع تحديث شارات الكتف وتحولت آخر الرتب العملية (المستعملة في الهياكل الطبية والبيطرية) إلى رتب تقليدية. منذ سنة 1943، لم تتطور الرتب العسكرية إلى القليل وبقي استخدامها ساريا في الجيش الروسي اليوم. مع ذلك يبقى استخدام الرتب العملية كقائد فريق مستعملا في إطار غير رسمي.

## الخطر الياباني
حدثت تصعيدات بين الاتحاد السوفيتي واليابان بعد التدخل العسكري للأخير في منشوريا في بداية الثلاثينات. وقع السوفييت ومنغوليا معاهدة صداقة لمدة عشر سنوات تنص على التعاون في المجال العسكري في 12 مارس 1936. تحولت التصعيدات، بعد عدة حوادث على الحدود، إلى حرب معلنة في أوت وسبتمبر 1939 في خالخين غول (عرفت لدى اليابانيين تحت اسم حادث نومونهان) حيث كبد الجيش الأحمر تحت قيادة جوكوف الجيش الياباني هزمت ثقيلة ومخزية. وقع استعمال قواه المدرعات الحربية وسلاح مدفعية الأرياف لأول مرة خلال هذه المعركة، ووضعت خطة حربية خاصة تعتمد على التعاون المكثف بين وحدات المدرعات والمدفعية. خلال هذه المعركة وضعت خطط جديدة لاستغلال الطيران الحربي السوفيتي كقوات دعم للقوات الأرضية. الهزيمة التي تكبدها الجيش الإمبراطوري الياباني في منشوريا، قد تكون السبب الذي جعلها تتجنب مهاجمة الاتحاد السوفيتي خلال الحرب العالمية الثانية. بعد هذه الهزيمة، ركزت الإمبراطورية اليابانية على سلاحها البحري لاحتلال أراضي جنوب شرق آسيا ومخزونها الكبير من الطاقة الخام من النفط والمواد الأولية التي كانت تنقص اليابان. من ذلك انتقال عداوة اليابان نحو الولايات المتحدة عوض الإتحاد السوفيتي.

## عمليات التطهير السياسي الكبرى
وقعت عمليات تطهير سياسي على نطاق واسع في الجيش الأحمر، تحت حكم ستالين في نهاية الثلاثينات، لاسيما خلال محاكمة موسكو.
بين يونيو 1937 ويوليو 1938 وقع سجن أو إعدام:
- 3 مريشالات من أصل 5.
- 13 جنرال عسكري من أصل 15.
- 8 أميرالات من أصل 9.
- 50 جنرال من هياكل الجيش من أصل 57.
- 154 جنرال فرقة من أصل 186.
- 16 مفوض سياسي عن الجيش من أصل 16.
- من 20000 إلى 30000 ضابط.

يضاف إلى هؤلاء 11 مفوض مساعد للدفاع و98 من أصل 108 عضو من الجهاز العسكري العالي. وقع أيضاً اكتشاف مجموعة من 12 "جسوسا مناهض للثورة" في كورال الجيش الأحمر.
يعتبر جيل المؤرخين أن هذه العمليات التطهيرية أضعفت الجيش إلى حد كبير خصوصا أنه كان على مشارف الحرب العالمية الثانية. وجهة نظر أخرى تري أن وقع هذا التطهير لم يكن بالحدة المزعومة بما أن معظم الضباط المدانين كانوا يتبعون السلك السياسي لا العسكري البحت، وقد يذهب البعض إلى حد القول بأن التطهير أسس لتنظيم جديد أفضل من السابق («نحن نعتقد أن ستالين سيحطم الجيش الأحمر. العكس هو الأصح. البلشفية تستطيع الآن صرف نظرها تماما نحو العدو»، جوسيف غوبيلز، 1943). كان التخلص من أنصار المدرعات بزعامة ميخائيل توخاتشوفسكي أولوية، بينما نجى المدافعين عن الفرسان (بودياني، كليمونت فوروشيلوف، كوليك). وقع تفكيك الوحدات المدرعة الموجودة فعلاً لتعود فقط قبيل الغزو. البحوث حول الأسلحة الجديدة كالرادار لم تكن مستقرة بسبب الاعتقالات، كذلك كانت أجهزة الاستخبارات العسكرية. في ربيع 1941، كان المارشال كوليك، المقرب من ستالين، لا يزال يحارب المدافع المضادة للمدرعات، التي-34 والكاتيوشا ("أورغ ستالين") ويفضل المدفعية المجرورة بالخيل على القاذفات. أراد أن يعود إلى نوع المدافع المستخدمة خلال الحرب العالمية الأولى وأوقف ثم عذب وزير العتاد العسكري، بوريس فانيكوف، لأنه تجرأ على مخالفته الرأي. المؤرخ الإسباني بارتولومي بيناسار يعتقد أن عدم استخدام المفوضين الروس للمدرعات استخداماً كاملاً سنة 1937 خلال حرب إسبانيا كان بسبب اعتبار هذا الاستخدام يعد مرتبطا بتوخاتشوفسكي، مما منع الجمهورية الإسبانية من استغلال هذا التقدم العسكري وأفقدها فرصتها الأخيرة في الانتصار على فرانكو.

## الحرب العالمية الثانية

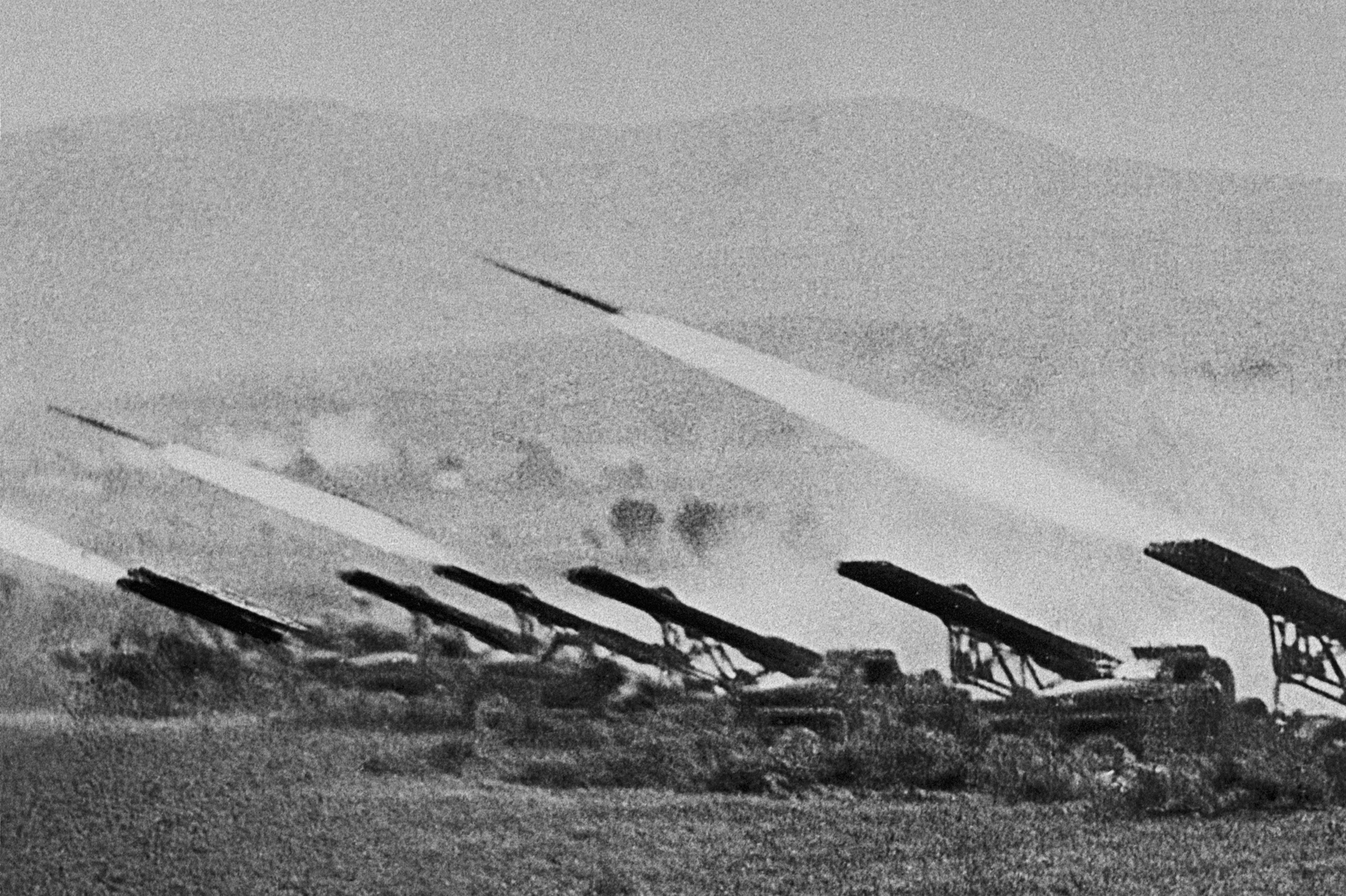
بطارية من قاذفات صواريخ الكاتيوشا تطلق النار على القوات الألمانية المعادية خلال معركة ستالينغراد في 6 أكتوبر 1942، خلال الجبهة الشرقية التي استمرت من 1941-1945، وهي جزء من الحرب العالمية الثانية.

### الحملة البولندية في سبتمبر 1939
عندما هاجم الجيش النازي بولندا قام السوفيت برد فعل وبنفس الوقت بغزو شرقي بولندا ولكن لم يغزو العاصمة وارسو.

### حرب الشتاء
يسمى التوتر العسكري في فترة ما بين عام 1941 - 1944 حرب الاستمرار، وذلك بربطها بحرب الشتاء.

### الحرب الوطنية العظمى
إعادة هيكلة الجيش الأحمر كان عملا يستوجب وقت طويلا. لذلك في 22 يونيو 1941، عندما قرر الرايخ الثالث غزو الاتحاد السوفيتي وإطلاق عملية بربروسا، لم تكن إعادة الهيكلة قد انتهت بعد. كان العتاد العسكري الجديد موجودا لكن الجنود يجهلون استخدامه. وكانت وحدات ميكانيكية كبيرة قيد التكوين تحت ضوء نتائج بليتزكريغ الألمانية في الغرب، لكن تنقصها التجارب والخبرة.